# Súng máy máy bay Type 97
Khẩu súng máy máy bay Kiểu 97 7,7 mm (九七式七粍七固定機銃 kyūnana shiki nana mirimētoru nana kotei kijū) là súng máy hạng nhẹ cố định trên máy bay được sử dụng bởi Hải quân Đế quốc Nhật Bản trong Chiến tranh thế giới thứ hai. Nó là súng máy hạng nhẹ chuẩn của Không lực Hải quân Đế quốc Nhật Bản. Dòng súng này không nên được nhầm lẫn với súng máy Kiểu 97 gắn trên xe tăng của Lục quân Đế quốc Nhật Bản.

## Thiết kế
Khẩu Kiểu 97 của Hải quân là phiên bản lắp ráp có bản quyền của súng máy Vickers Class E giống súng máy kiểu 89 của Lục quân. Nó rất phù hợp để đồng bộ hóa và được sử dụng súng gắn trên mũi cho dòng A6M Zero. Tuy nhiên, Kiểu 97 vẫn được giữ nguyên buồng đạn dùng đạn 0,303 in (7,7 mm) của Anh trong khi Kiểu 89 sử dụng đạn 7,7 mm mới được Nhật phát triển dẫn đến việc cả hai súng không thể dùng chung đạn với nhau mặc dù có cùng cỡ nòng.

## Triển khai
Kiểu 97 được đưa vào phục vụ vào năm 1937, và được sử dụng trong các máy bay Nakajima B6N, Yokosuka K5Y, Yokosuka D4Y, Aichi D3A, Aichi E16A, Kawanishi E7K, Kawanishi N1K và N1K-J, Mitsubishi J2M, Mitsubishi F1M2 và Mitsubishi A6M Zero và phiên bản mang phao của nó chiếc Nakajima A6M2-N.